# Bures-sur-Yvette
Bures-sur-Yvette es una comuna francesa situada en el departamento de Essonne, en la región de Isla de Francia. Tiene una población estimada, en 2018, de 9.577 habitantes. Está totalmente integrada a la ciudad de París.
Alberga parte del campus de la Universidad de París-Sur, el Institut des hautes études scientifiques (IHÉS), varios laboratorios del Centro Nacional para la Investigación Científica (CERS)  y el Institut Centre d'Optométrie (ICO).

## Geografía
Está ubicada a unos 23 kilómetros al suroeste del centro de la ciudad de París.
Casi el 70% del espacio municipal está ahora urbanizado, del cual solo el 13% está sin construir. El 30% restante, clasificado como área rural, de hecho constituye una sucesión de terrenos boscosos.

## Educación superior

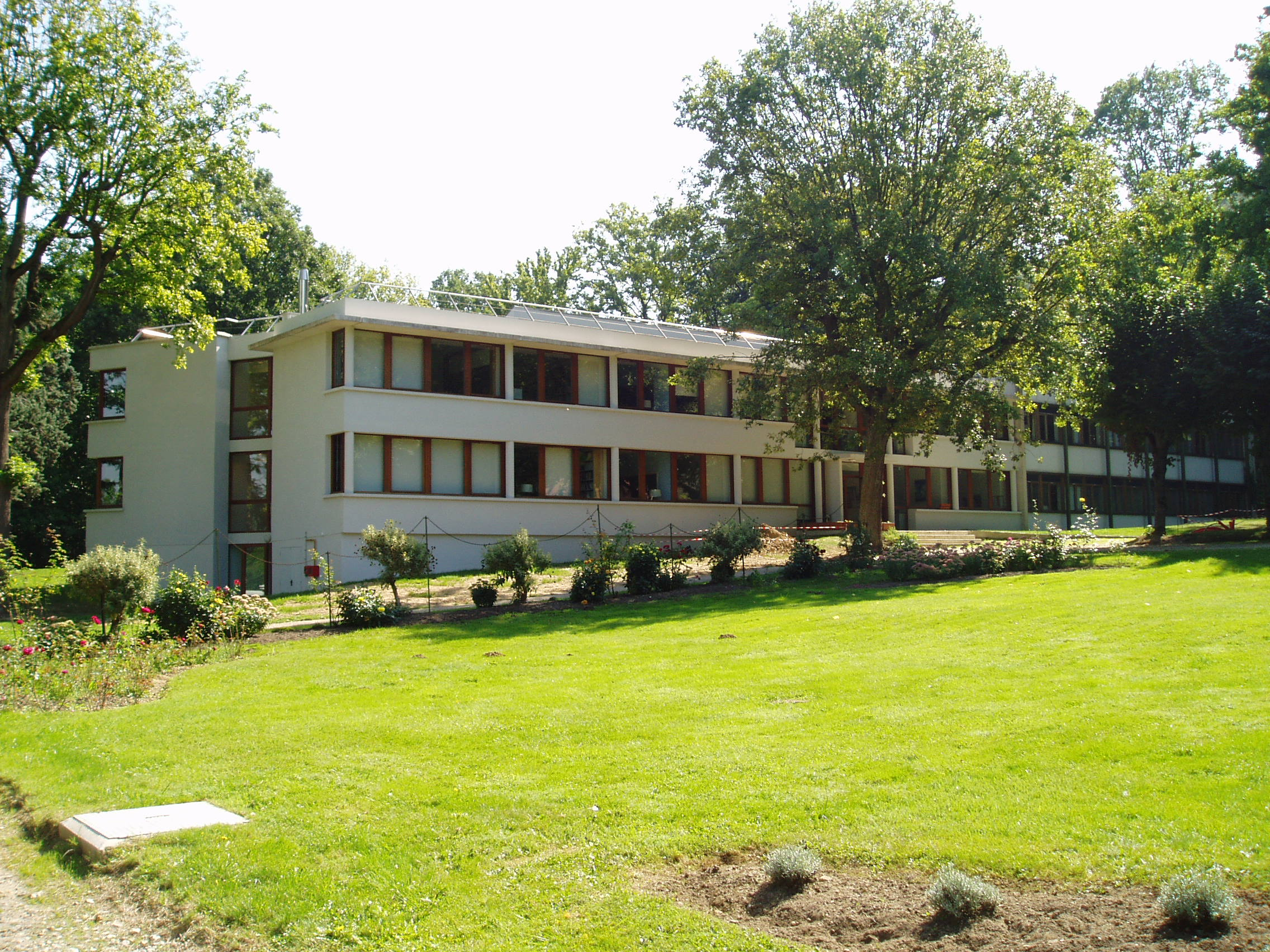
Edificio del IHES

La localidad está ubicada en el corazón del centro científico y tecnológico Paris-Saclay, que ha estado en desarrollo desde 2010. La sede administrativa de la Universidad de París-Sur está ubicada en Orsay, pero el campus se extiende en parte del territorio de Bures-sur-Yvette. Las residencias universitarias comprenden unos 900 apartamentos. La universidad ofrece cursos principalmente científicos y es particularmente reconocida por su excelencia en el campo de las ciencias físicas.
También está en su territorio el Institut des hautes études scientifiques (IHÉS), un centro de investigación en matemáticas y física teórica. Contribuye a dar a conocer Bures-sur-Yvette en el extranjero ya que alberga, en la residencia Bois-Marie, a un gran número de investigadores de renombre mundial. Reúne a siete de los cuarenta y dos matemáticos que han sido galardonados con la Medalla Fields (el equivalente al Premio Nobel de Matemáticas), lo que constituye un desempeño global inigualable por cualquier otro instituto.
Finalmente, la localidad acoge el Instituto y Centro de Optometría (ICO), fundado en 1917, institución de referencia en la formación de ópticos y fabricantes de gafas .
En abril de 2014 se inauguró el PROTO204, un salón diseñado para albergar conferencias, exposiciones y sesiones de coworking. Esta estructura, apoyada por la universidad y el establecimiento público Paris-Saclay, tiene como objetivo promover el espíritu empresarial de los estudiantes y el surgimiento de proyectos colaborativos

## Demografía
| 3682 | 5733 | 6870 | 7764 | 9227 | 9679 | 9577 |
| Para los censos de 1962 a 1999 la población legal corresponde a la población sin duplicidades (Fuente: INSEE [Consultar]) |      |      |      |      |      |      |